# Essenrode
Essenrode ist eine Ortschaft und eine Gemarkung in der Gemeinde Lehre im Landkreis Helmstedt in Niedersachsen.

## Geographie
Die Gemeinde hatte eine Fläche von 10,06 km².

### Geographische Lage
Essenrode liegt etwa 14 km südwestlich von Wolfsburg, 12 km nördlich von Braunschweig und 16 km südöstlich von Gifhorn. Die Entfernung zur Kreisstadt Helmstedt beträgt rund 34 km. Essenrode liegt nördlich der Bundesautobahn 2 und westlich der Bundesautobahn 39. Nach Norden hin ist die Landschaft durch Ackerbau bestimmt, südlich von Essenrode liegen ausgedehnte Waldflächen. Unmittelbar benachbarte Ortschaften sind – beginnend im Norden, im Uhrzeigersinn – Allenbüttel, Wettmershagen, Jelpke, Klein Brunsrode, Groß Brunsrode, Wendhausen und Grassel.

### Dorfstruktur
Essenrode ist ein Ort mit ländlich geprägtem Dorfkern und modernen Wohngebieten. Im Zentrum des Ortes befindet sich das Herrenhaus Essenrode, weiter westlich, umgeben von einem alten Friedhof, die St.-Johannes-Kirche. 1996 hatte Essenrode rund 1100 Einwohner.

## Geschichte
Essenrode wurde um 900 als Rodungsdorf errichtet. Die St.-Johannes-Kirche wurde vermutlich im 12. Jahrhundert erbaut und um 1400 erweitert. 1196 wurde Essenrode erstmals urkundlich als Ezzenrod erwähnt. 1248 wurde die Essenroder Gemeinde aus dem Parochialverband Wettmershagen ausgegliedert. 1326 wurde Widukind von Garssenbüttel mit dem Gut Essenrode belehnt; zugleich hatte sie das Patronat über die Kirche. Die erste Essenroder Schule wurde 1611 von Hartwig von Garssenbüttel eingerichtet, der 1625 kinderlos starb und damit der letzte Lehnsherr seiner Linie war. Im selben Jahr zündeten dänische Soldaten im Rahmen des Dreißigjährigen Krieges das Dorf an, sodass die Hälfte der Häuser zerstört wurde. Lehnsnachfolger wurde für rund 200 Jahre die Familie von Bülow. 1738 war Baubeginn für das Herrenhaus Essenrode, eines barocken Gebäudes, das von einem kleinen Englischen Landschaftsgarten umgeben ist und bis heute den Mittelpunkt des Ortes bildet. 1750 wurde der spätere preußische Reformer Karl August von Hardenberg, dessen Mutter eine geborene von Bülow war, auf dem Rittergut geboren. Ab 1772 wurden die Essenroder Bauern aus der Gutsabhängigkeit entlassen, rund 50 Jahre, bevor die Gutsabhängigkeit in den meisten Teilen Deutschlands aufgehoben wurde.

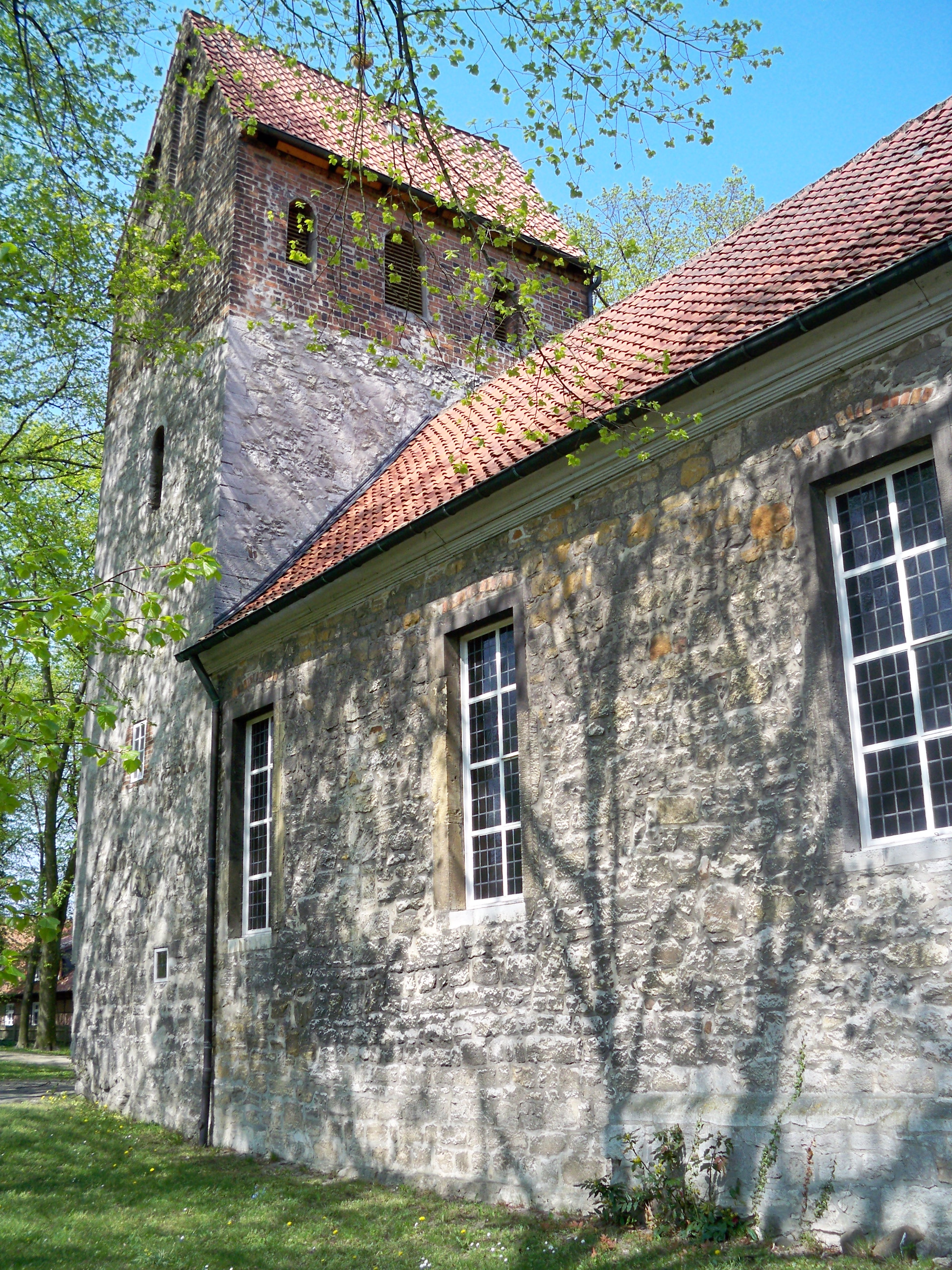
St.-Johannes-Kirche

Am 3. Januar 1832 wurde in Gifhorn der Häusling Johann Heinrich Achilles aus Essenrode, 45 Jahre alt, wegen Raubmordes, begangen im Eyßel an dem 20 Jahre alten Böttchergesellen Julius Heinrich Ernst Friedrich Bormann aus Essenrode, enthauptet.
1837 wurde das Gut an die Familie von Lüneburg verkauft, die bis heute das Gut besitzt. Ab 1885 gehörte Essenrode zum neugebildeten Landkreis Gifhorn.
Bis 1950 war die Landwirtschaft der Haupterwerbszweig; daneben gab es zahlreiche Handwerker. Heute arbeiten die meisten Einwohner in den umliegenden Großstädten Braunschweig und Wolfsburg. 1963 wurde eine Volkshochschule gegründet.
Im Rahmen der niedersächsischen Verwaltungs- und Gemeindereform wurde Essenrode, das bis dahin als selbstständige Gemeinde zum Landkreis Gifhorn gehört hatte, am 1. Juli 1972 nach Lehre eingemeindet. Die Gemeinde Lehre wurde am 1. März 1974 dem Landkreis Helmstedt zugeschlagen. Die evangelisch-lutherische Kirchengemeinde Essenrodes gehört, anders als die Gemeinden der anderen sieben Ortschaften Lehres, zur Landeskirche Hannovers.
Im Jahre 2014 wurde im Neubaugebiet Essenrode-West eine neue Straße namens „Schwester-Ella-Weg“ angelegt. Dies ist die erste nach einer Frau benannte Straße innerhalb der Gemeinde Lehre. Benannt wurde die Straße nach Ella Sonntag, die 36 Jahre lang als Diakonisse in Essenrode tätig war. Sie versorgte in der Zeit des Nationalsozialismus Zwangsarbeiter nach Misshandlungen medizinisch und zog damit den Ärger der örtlichen Nazis auf sich.

### Einwohnerentwicklung
Die Einwohnerzahlen blieben bis 1945 etwas unter 550, während andere Orte in der Umgebung wie Gifhorn und Fallersleben durch eine Eisenbahnanbindung und Industrieansiedlung schnell wuchsen. Nach dem Ende des Zweiten Weltkriegs siedelten sich zahlreiche Menschen in Essenrode an, so dass die Einwohnerzahl bis 1996 auf 1100 stieg.
| Lehre-Essenrode – Bevölkerungsentwicklung seit 1820 | Lehre-Essenrode – Bevölkerungsentwicklung seit 1820 | Lehre-Essenrode – Bevölkerungsentwicklung seit 1820 | Lehre-Essenrode – Bevölkerungsentwicklung seit 1820 | Lehre-Essenrode – Bevölkerungsentwicklung seit 1820 | Lehre-Essenrode – Bevölkerungsentwicklung seit 1820 |
| Entwicklung | Jahr                                                | Einwohner                                           | Jahr                                                | Einwohner                                           | Anmerkungen                                         |
| --- | --------------------------------------------------- | --------------------------------------------------- | --------------------------------------------------- | --------------------------------------------------- | --------------------------------------------------- |
| Die zur Anzeige dieser Grafik verwendete Erweiterung wurde dauerhaft deaktiviert. Wir arbeiten aktuell daran, diese und weitere betroffene Grafiken auf ein neues Format umzustellen. (Mehr dazu) | 1820                                                | 507                                                 | 1964                                                | .0920                                               |                                                     |
| Die zur Anzeige dieser Grafik verwendete Erweiterung wurde dauerhaft deaktiviert. Wir arbeiten aktuell daran, diese und weitere betroffene Grafiken auf ein neues Format umzustellen. (Mehr dazu) | 1852                                                | 549                                                 | 1996                                                | 1.100                                               | [ 3 ]                                               |
| Die zur Anzeige dieser Grafik verwendete Erweiterung wurde dauerhaft deaktiviert. Wir arbeiten aktuell daran, diese und weitere betroffene Grafiken auf ein neues Format umzustellen. (Mehr dazu) | 1925                                                | 543                                                 | 2011                                                | 1.172                                               | zum 31. Dezember                                    |
| Die zur Anzeige dieser Grafik verwendete Erweiterung wurde dauerhaft deaktiviert. Wir arbeiten aktuell daran, diese und weitere betroffene Grafiken auf ein neues Format umzustellen. (Mehr dazu) | 1937                                                | 518                                                 | 2012                                                | 1.204                                               | zum 31. Dezember                                    |
| Die zur Anzeige dieser Grafik verwendete Erweiterung wurde dauerhaft deaktiviert. Wir arbeiten aktuell daran, diese und weitere betroffene Grafiken auf ein neues Format umzustellen. (Mehr dazu) | 1946                                                | 973                                                 | 2018                                                | 1.178                                               | zum 1. Februar                                      |
| Die zur Anzeige dieser Grafik verwendete Erweiterung wurde dauerhaft deaktiviert. Wir arbeiten aktuell daran, diese und weitere betroffene Grafiken auf ein neues Format umzustellen. (Mehr dazu) | 1950                                                | 970                                                 | 2020                                                | 1.205                                               | zum September                                       |

## Politik

### Ortsrat
| Ortsrat Lehre-Essenrode 2021–2026Insgesamt 7 Sitze - SPD: 4 - WGE: 3 |

### Ortsbürgermeister
Seit 2021 ist Ulrich Nehring (SPD) Ortsbürgermeister. Seine Stellvertreterin ist Dina Schulze-Latta (WGE).

## Verkehr
Essenrode liegt an der Landesstraße Wendhausen–Wettmershagen und der Landesstraße von Essenrode nach Braunschweig-Querum sowie einer Kreisstraße, die von Essenrode nach Klein Brunsrode führt. Busverbindungen (am Wochenende als Anruf-Linien-Taxi) führen nach Braunschweig-Rühme sowie an Schultagen nach Lehre und Flechtorf sowie nach Wolfsburg bzw. Groß Brunsrode.
Seit 24. Januar 2022 verbindet "flexo" ein On-Demand-Verkehr mit barrierefreien Kleinbussen, Essenrode mit den anderen Ortschaften der Gemeinde Lehre. Das Angebot wurde am 1. April 2023 um Haltestellen (flexo stops) im Braunschweiger Stadtteil Hondelage erweitert.

## Bildung
In Essenrode gibt es eine Grundschule und eine Kindertagesstätte.

## Söhne und Töchter des Ortes
- Friedrich Ernst von Bülow (1736–1802), Gutsbesitzer und Landschaftsdirektor
- Karl August von Hardenberg (1750–1822), preußischer Staatsmann
- Hans Graf von Bülow (1774–1825), preußischer Staatsmann
- Hans Adolf Karl von Bülow (1807–1869), Ministerpräsident in Mecklenburg-Schwerin von 1850 bis 1858